# Samba reggae
Samba reggae – gatunek muzyki wywodzący się ze stanu Bahia w Brazylii. Samba reggae, jak sama nazwa wskazuje, jest połączeniem brazylijskiej samby z jamajskim reggae, jakie spopularyzował Bob Marley.
Brazylijska Bahia zamieszkiwana jest przez dużą liczbę ciemnoskórych potomków afrykańskich niewolników, przywiezionych przez portugalczyków w XVIII i XIX wieku. Pod koniec XIX wieku odegrali oni dużą rolę w powstaniu samby. W latach 70. XX wieku, w połączeniu z odnowionym ruchem poszukiwania tożsamości etnicznej, wśród czarnych mieszkańców miasta Salvador (stolica stanu Bahia) pojawiły się zalążki stylu samba-reggae.